# Sacrifice (canción de The Weeknd)
«Sacrifice» es una canción del cantautor canadiense The Weeknd. Fue lanzado a la radio de éxito contemporáneo a través de XO y Republic Records el 7 de enero de 2022, como el segundo sencillo de su quinto álbum de estudio Dawn FM. La canción fue escrita por Weeknd, Daniel Lopatin, Max Martin, Oscar Holter, Carl Nordström, Kevin Duane Mccord y el trío de Swedish House Mafia, y fue producida por este último junto con Weeknd, Martin y Holter.

## Antecedentes y promoción
Al final del video musical de «Take My Breath», el sencillo principal de Dawn FM, se podía escuchar un fragmento de la canción.
El nombre de la canción se reveló por primera vez el 5 de enero de 2022 cuando el cantautor canadiense The Weeknd publicó la lista de canciones del álbum principal de la canción, Dawn FM (2022).
La canción se lanzó como parte de Dawn FM el 7 de enero de 2022 y se lanzó a las estaciones de radio estadounidenses de éxito contemporáneo el 11 de enero a través de XO y Republic Records como el segundo sencillo del álbum.

## Letras y composición
«Sacrifice» ha sido descrito por los críticos musicales como una pista disco y synth-funk en la que canta sobre su estilo de vida hedonista. La canción tiene una duración de tres minutos y nueve segundos y muestra la canción de 1981 de la cantante estadounidense Alicia Myers «I Want to Thank You».

## Recepción crítica
Los críticos señalaron que «Sacrifice» era una pista destacada del álbum, destacando la voz y la producción de Weeknd. Mankaprr Conteh de Rolling Stone comparó la interpretación de Tesfaye en la canción con la de Michael Jackson en su exitoso sencillo «Wanna Be Startin' Somethin'» y «Don't Stop 'Til You Get Enough», poniendo énfasis en las melodías vocales que suenan similares y riffs de guitarra.

## Vídeo musical
El video musical de «Sacrifice» se estrenó en YouTube el 7 de enero de 2022. Fue dirigida por Cliqua y presenta un uso intensivo de luces estroboscópicas similar a las colaboraciones anteriores realizadas por el dúo y Tesfaye.
El clip comienza con Weeknd aturdido y confundido mientras lo llevan hacia el final de una luz teórica al final de un túnel mientras suena un fragmento de la canción principal de Dawn FM con el actor canadiense Jim Carrey. Luego se despierta sin aliento por los eventos que ocurrieron en el video musical «Take My Breath» y es arrastrado por un culto encapuchado a un artilugio con forma de rueda. Luego se muestra una serie de imágenes de tonos psicodélicos y tomas de baile, alternando con escenas de él cantando en un micrófono, sosteniendo el soporte con guanteletes de metal que luego se revela que tienen cicatrices horribles en sus manos dentro de ellos. Al final, los cultistas se dispersan y The Weeknd deja el dispositivo y luego procede a caer en un plano que se desvanece.

## Créditos y personal
- The Weeknd – voz, composición, producción, programación, teclados
- Max Martin – composición, producción, programación, teclados
- Oscar Holter – composición, producción, programación, teclados
- Swedish House Mafia – producción
  - Axel Hedfors – composición
  - Steve Angello – composición
  - Sebastian Ingrosso – composición
- Carl Nordström – composición
- Kevin Duane McCord – composición
- Serbio Ghenea – mezcla
- John Hanes – ingeniería de mezcla
- Dave Kutch – masterización
- Kevin Peterson – asistente de mezcla
- Shin Kamiyama – ingeniería

## Posicionamiento en listas
| Listas (2022)                             | Mejor posición |
| ----------------------------------------- | -------------- |
| Argentina (Argentina Hot 100)             | 65             |
| Australia (ARIA)                          | 9              |
| Australia Hip-Hop/R&B Singles (ARIA)      | 2              |
| Austria (Ö3 Austria Top 40)               | 27             |
| Bélgica (Flandes) (Ultratop 50)           | 8              |
| Bélgica (Valonia) (Ultratop 50)           | 2              |
| Canadá (Canadian Hot 100)                 | 9              |
| República Checa (Rádio Top 100)           | 66             |
| República Checa (Singles Digitál Top 100) | 27             |
| Croacia (HRT)                             | 1              |
| Dinamarca (Tracklisten)                   | 12             |
| Finlandia (OFC)                           | 7              |
| Francia (SNEP)                            | 21             |
| Alemania (Offizielle Deutsche Charts)     | 27             |
| Global 200 (Billboard)                    | 2              |
| Grecia (IFPI)                             | 1              |
| Hungría (Rádiós Top 40)                   | 34             |
| Hungría (Single Top 40)                   | 19             |
| Hungría (Stream Top 40)                   | 20             |
| Islandia (Plötutíðindi)                   | 5              |
| India (IMI)                               | 7              |
| Irlanda (IRMA)                            | 5              |
| Italia (FIMI)                             | 38             |
| Japón (Japan Hot 100)                     | 85             |
| Letonia (LAIPA)                           | 21             |
| Lituania (AGATA)                          | 3              |
| Malasia (RIM)                             | 17             |
| México Airplay (Billboard)                | 10             |
| Países Bajos (Dutch Top 40)               | 10             |
| Países Bajos (Mega Single Top 100)        | 15             |
| Nueva Zelanda (Recorded Music NZ)         | 22             |
| Noruega (VG-lista)                        | 7              |
| Portugal (AFP)                            | 6              |
| Singapur (RIAS)                           | 15             |
| Eslovaquia (Rádio Top 100)                | 31             |
| Eslovaquia (Singles Digitál Top 100)      | 9              |
| Sudáfrica (RISA)                          | 17             |
| Corea del Sur (Gaon)                      | 194            |
| España (Top 100 Canciones)                | 68             |
| Suecia (Sverigetopplistan)                | 5              |
| Suiza (Schweizer Hitparade)               | 13             |
| Reino Unido (UK Singles Chart)            | 10             |
| Reino Unido (UK R&B Chart)                | 4              |
| Estados Unidos (Billboard Hot 100)        | 11             |
| Estados Unidos (Adult Contemporary)       | 23             |
| Estados Unidos (Adult Top 40)             | 16             |
| Estados Unidos (Dance/Mix Show Airplay)   | 6              |
| Estados Unidos (Hot R&B/Hip-Hop Songs)    | 3              |
| Estados Unidos (Mainstream Top 40)        | 13             |
| Estados Unidos (Rhythmic)                 | 13             |
| Vietnam (Vietnam Hot 100)                 | 22             |

## Fechas de lanzamiento
| Región         | Fecha               | Formato(s)                  | Sello(s) discográfico(s) | Ref.   |
| -------------- | ------------------- | --------------------------- | ------------------------ | ------ |
| Francia        | 7 de enero de 2022  | Contemporary hit radio      | XO Republic              | [ 66 ] |
| Italia         | 7 de enero de 2022  | Contemporary hit radio      | Universal                | [ 67 ] |
| Estados Unidos | 11 de enero de 2022 | Contemporary hit radio      | XO Republic              | [ 5 ]  |
| Estados Unidos | 11 de enero de 2022 | Rhythmic contemporary radio | XO Republic              | [ 68 ] |